# Facultad de Química y Farmacia de la Universidad de El Salvador

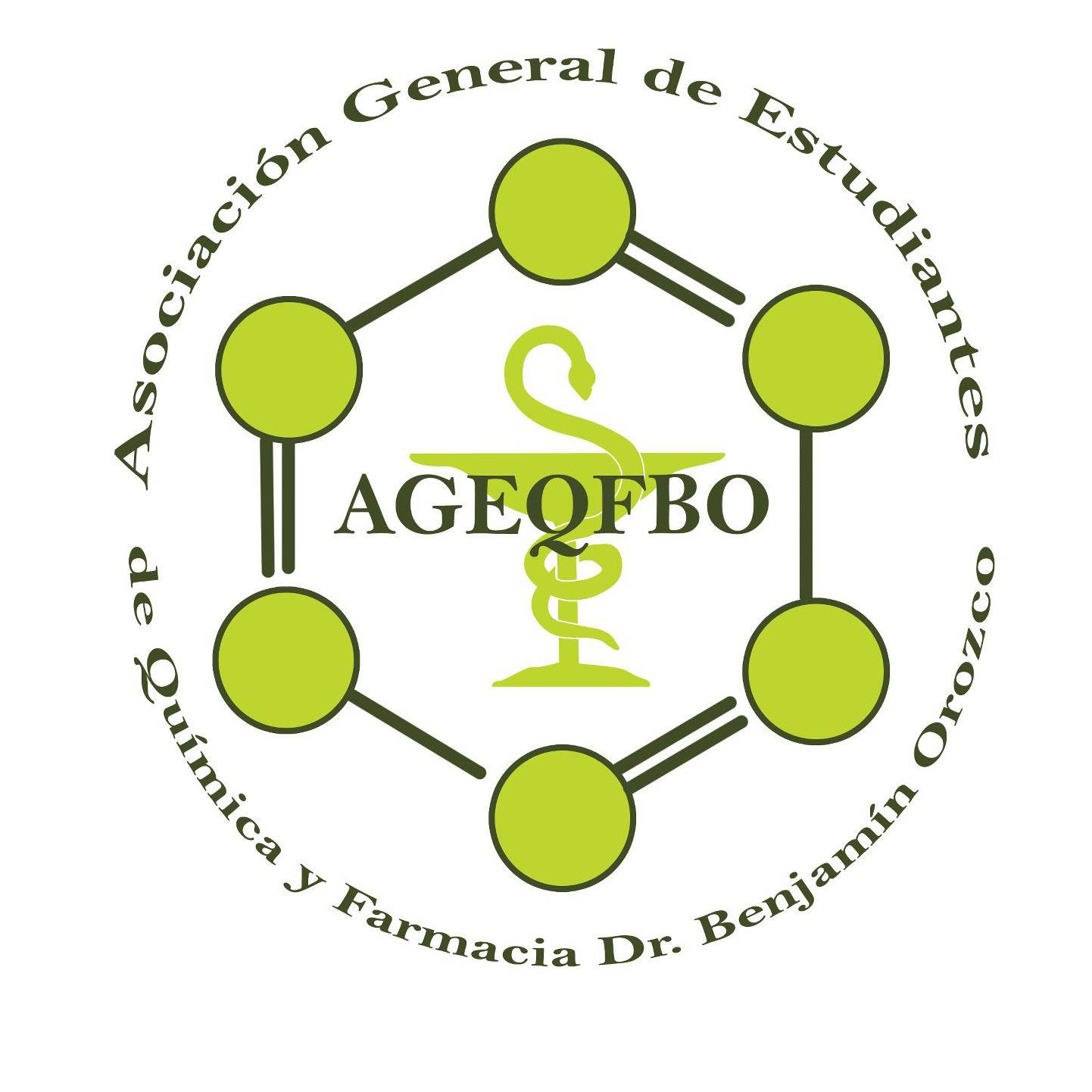
Logo de la AGEQF-BO.

La Facultad de Química y Farmacia de la Universidad de El Salvador inicia sus actividades a partir del 19 de noviembre de 1850, nueve años después de la creación de la UES. Desde su creación hasta la actualidad, la Facultad ha sufrido una serie de cambios en su estructura orgánica. 

## Historia
En 1850 se funda la Facultad de Farmacia y Ciencias Naturales. Luego de una serie de acontecimientos en 1955 se transforma en la Facultad de Ciencias Químicas. En 1961 inaugura su propio edificio en la Ciudad Universitaria. En 1973, posterior a la intervención militar del año anterior, se reabre la Universidad de El Salvador y se reorganiza la Facultad de Química y Farmacia. 
En 1977, el Departamento de Química que se encontraba formando parte de la Facultad de Ciencias y Humanidades, pasa a formar parte de la Facultad de Química y Farmacia, impartiéndose entonces las carreras de Licenciatura en Ciencias Químicas y Licenciatura en Química y Farmacia. En 1991 con la creación de la Facultad de Ciencias Naturales y Matemáticas, el Departamento de Química pasa a formar parte de ella, con lo que la Facultad de Química y Farmacia forma actualmente únicamente profesionales en Licenciatura en Química y Farmacia.
En representación del colectivo estudiantil, su sociedad de estudiantes es la Asociación General de Estudiantes de Química y Farmacia "Dr. Benjamín Orozco" (AGEQF-BO).

## Oferta académica
Carrera de pregrado:
- Licenciatura en Química y Farmacia

Carrera de posgrado:
- Maestría en Microbiología e Inocuidad de Alimentos